# غويجة قلعة
غويجة قلعة (بالفارسية: گویجه قلعه) هي منطقة سكنية تقع في قسم تشاراويماق الجنوبي الغربي الريفي في إيران. يقدر عدد سكانها بـ 709 نسمة .